# Tadeusz Ludwik Dworak
Tadeusz Ludwik Eugeniusz Dworak (ur. 14 stycznia 1899, zm. ?) – kapitan piechoty Wojska Polskiego.

## Życiorys
W latach dwudziestych i trzydziestych XX wieku był oficerem 28 pułku Strzelców Kaniowskich w Łodzi i Komendy Miasta Łódź. Pełnił funkcję oficera instrukcyjnego Przysposobienia Wojskowego przy 28 pułku.
W kampanii wrześniowej 1939 r. dowodził I batalionem 71 pułku piechoty.

## Awanse służbowe
- porucznik – zweryfikowany ze starszeństwem z 1 czerwca 1919 r.
- kapitan – ze starszeństwem z 1 stycznia 1931 r.

## Orderyiodznaczenia
- Medal Niepodległości
- Srebrny Krzyż Zasługi (1928)[1]